# سهراب سامانیان
سهراب سامانیان(زادهٔ خرداد ۱۳۶۳، مزارشریف، بلخ) داستان نویس و روزنامه‌نگار معاصر افغانستان است. 

## زنده‌گی نامه
سامانیان در سال ۱۳۸۰ از دبیرستان آریانای شهر مزارشریف فارغ شد و سپس وارد دانشگاه شد و در سال ۱۳۸۴ از بخش ژورنالیزم (روزنامه نگاری) دانشکدهٔ ادبیات دانشگاه بلخ گواهینامهٔ لیسانس به دست آورد. 
او کارهای روزنامه نگاری را به گونهٔ جدی از سال ۱۳۸۱ با ماهنامهٔ راه آغاز کرد. سپس در همان سال مدیر مسؤول نشریه «شهرداری» شد. نخستین داستان کوتاه او در زمستان ۱۳۸۱ در ماهنامهٔ ادبی راه انتشار یافت و استقبال شد. او در سال ۱۳۸۳ کانون گزارشگران جوان را بنیانگزاری کرد و از آن سال تا ۱۳۸۶ به حیث رئیس این کانون بود. او اکنون مدیر مسؤول نشریهٔ پدیدار است و با بسیاری از رسانه‌های بلخ همکاری قلمی دارد. سهراب سامانیان از بنیانگزاران کاخ ادبی نگار و حلقهٔ فرهنگی زلف یار نیز است. 
او سومین فرزند صالح محمد خلیق، یکی دیگر از شاعران و نویسنده گان افغانستان است. 

## آثار
تا کنون از سهراب سامانیان یک مجموعهٔ داستان کوتاه به نام «سفر به سوی آفتاب» در سال ۱۳۸۳ از سوی انجمن نویسنده گان بلخ به چاپ رسیده است. مجموعهٔ داستان «عکس سیاه و سفید»، پژوهش ادبی «چگونه گی ادبیات کودکان و نوجوانان در افغانستان»، مجموعهٔ «ترانه‌های عامیانهٔ کودکان افغانستان»، پژوهش ادبی «روند داستاننویسی در بلخ» و «نقطه گزاری و ویرایش» از آثار آمادهٔ چاپ اواند. 